# Sköldpaddor
För färgmorfen hos tamkatter, se sköldpadd (katt)
Sköldpaddor (Testudines) är en ordning inom kräldjuren som utmärks av en sköld som skyddar mjukdelarna, och som består av de två underordningarna gömhalssköldpaddor och vändhalssköldpaddor.

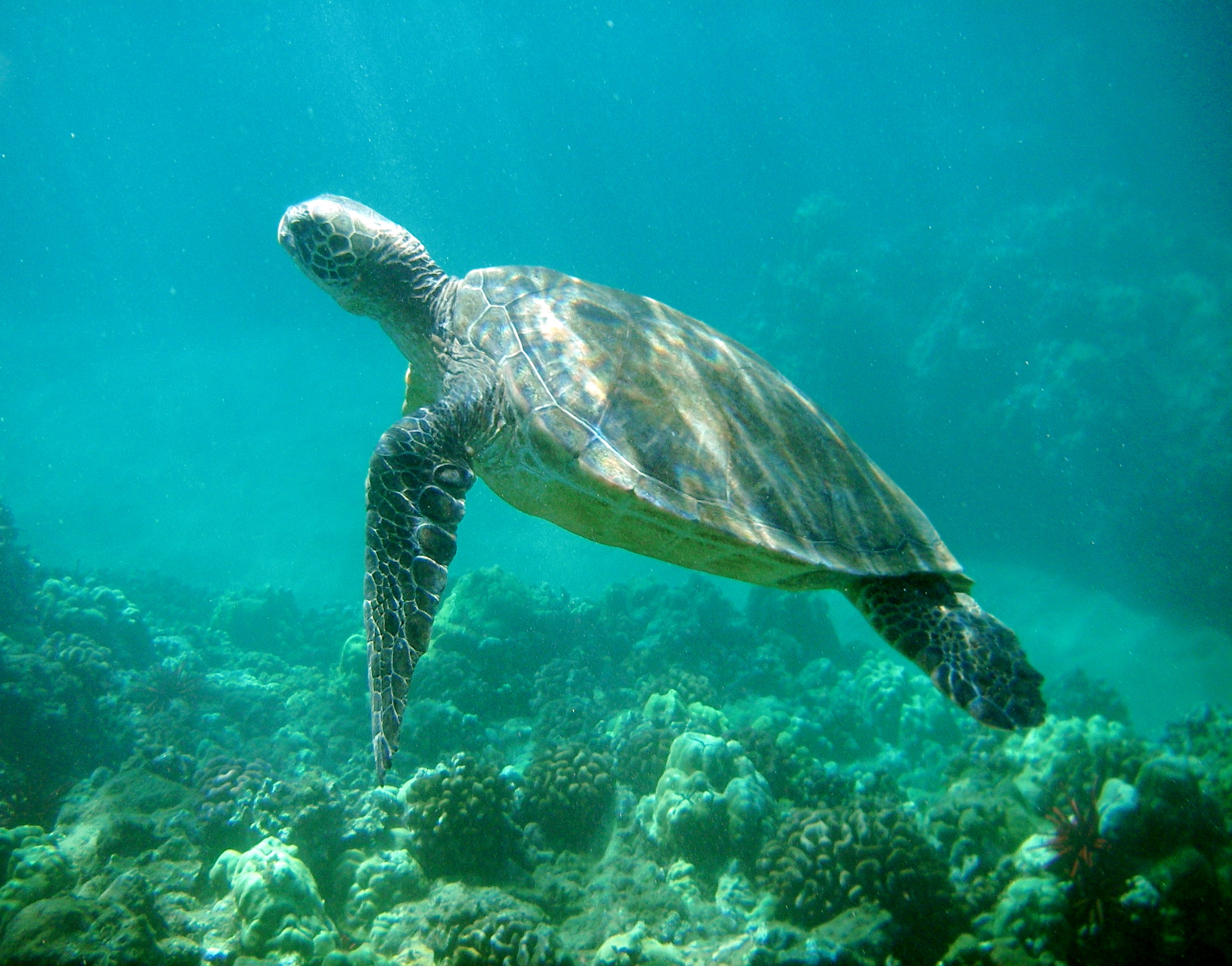

Sköldpaddor är djur som är kända för sina långsamma rörelser. De tunga klumpiga skalen som begränsar deras steglängd är en stor anledning till det. Landlevande sköldpaddor har korta, stadiga fötter.
En sköldpaddas skal är format på olika sätt beroende på vilket klimat den lever i, t.ex. har vattenlevande sköldpaddor släta skal så att de ska kunna simma snabbare i vattnet. De som lever på land har piggar på sina skal för att de lättare ska kunna skydda sig mot rovdjur. Sköldpaddans skal sitter fast på den under hela dess livstid och kan därför inte avlägsnas.

## Anatomi

### Huvud och skal
Ordningen omfattar 260 nu levande arter varav cirka 200 kan dra in sitt huvud i skalet, vilka placeras i underordningen gömhalssköldpaddor. De övriga 60 som inte kan dra in sitt huvud i skalet placeras i underordningen vändhalssköldpaddor. Sköldpaddor har inga tänder utan en hornslida som omger käkbenet som de bearbetar födan med. Skölden, som består av ryggskölden (carapax) och bukskölden (plastron), omger nästan hela sköldpaddans kropp och är uppbyggd av två skikt. Det inre skiktet består av sammansmälta dermala benplattor som täcks av keratiniserade hornplattor, som alltså är det yttre skalet. Skalet, eller skölden, består av en välvd, dorsal ryggsköld, och en ventral, ganska platt buksköld.

### Blod och blodomlopp
Blodomloppet är slutet och sker i två parallella system. Hos sköldpaddan är den enda kammaren uppdelad i tre icke helt skilda rum. Om kammaren ses i ett tvärsnitt ovanifrån bildar rummen en formation likt ett C i dess inre väggar. Hjärtat är inkorporerat i höger förmak och bildar endast en liten blåsa i förmaket. I hjärtat finns två helt separerade förmak där syresatt blod från lungorna rinner in i vänster förmak och syrefattigt blod från kroppen in i höger förmak. Syrerikt och syrefattigt blod kan blandas ihop eftersom det syrerika blodet måste rinna förbi det rum där det syrefattiga kommer in för att kunna pumpas ut ur kammaren. Andningen påverkar blodflödet till hjärtat för att kunna skilja syrerikt och syrefattigt blod åt.
Sköldpaddors hjärta är myogent, det betyder att hjärtat styrs av nerver, hormoner och Starlings hjärtslag. Till hjärtat finns även stimulerande nerver som sänder ut adrenalin. Hjärtat ligger i en hjärthåla som är omsluten av en hjärtsäck. Starlings hjärtslag har stor betydelse för återfyllnaden av hjärtat. Blodförsörjningen till hjärtat sker med ett kranskärl som finns i kammarens vägg.

### Syreupptagningsförmåga
När sköldpaddor saknar syre övergår de till anaerob metabolism under bildning av mjölksyra. Detta sker mest under vinterhalvåret. Den låga metabolismen skapar mindre mjölksyra men mjölksyran har ändå kapacitet att samlas i kroppsvätskorna. För att sköldpaddan ska klara sig utan syre krävs att sköldpaddan måste eliminera mjölksyran. Skalets skelett spelar då en väldigt viktig roll. 
Mineralkomponenten i skelettet består av mineralet hydroxiapatit. Hydroxiapatit innehåller även främst kalciumjoner och fosfatjoner men också karbonatjoner. Dessa karbonatjoner frigörs från skelettet och behandlar vätejoner som kommer från mjölksyran. Reaktionen mellan karbonatjoner och vätejoner bildar vätekarbonatjoner. Därefter kan vätekarbonatjonerna reagera med vätejoner och bilda kolsyra, som senare sönderdelas i vatten och koldioxid. Koldioxid, som är mycket vattenlösligt, elimineras då av huden till det vatten som omger sköldpaddan. Vätejonerna har nu eliminerats och vätet ingår istället i ofarliga vattenmolekyler.

Dessa reaktioner gör att sköldpaddans blod håller sig på en rimlig surhetsgrad sett utifrån surhet. Detta i sin tur gör att sköldpaddan överlever utan syre under vinterhalvåret och kan bli aktiv igen när isen smälter och våren närmar sig.

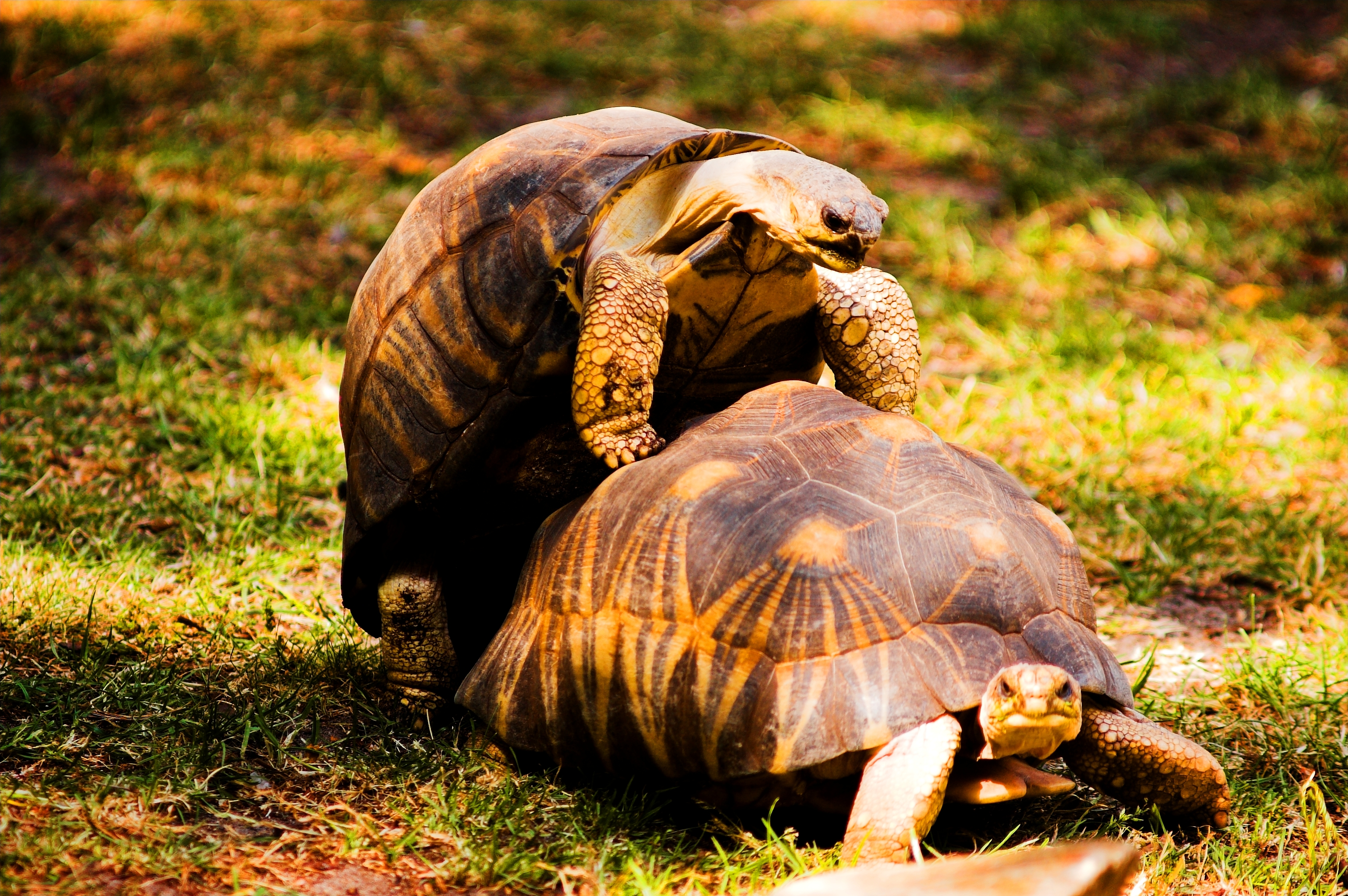

### Matsmältningssystem
Sköldpaddan har inga tänder. De har istället väldigt kraftiga och starka käkar. Detta gör att deras mun kallas för näbb. Dessa käkar är klädda med en hornslida. Sköldpaddor har relativt liten mage som inte tänjer sig nämnvärt. Detta gör att de äter ofta och små portioner istället för mycket under få tillfällen. Blindtarmen och tjocktarmen är uttänjda till rymliga jäskammare och fyller en stor del av bukutrymmet.
I dessa kammare sker sedan mycket effektiv jäsning som gör att sköldpaddan kan ta vara på fibrerna i födan. Om inte födan innehåller tillräckligt mycket fibrer blir jäsningen felaktig och resultatet blir förkortad matsmältning. Sköldpaddan förlorar då vätska och risken för diarrésjukdomar ökar.

### Sinnen
Sköldpaddor är nästan döva. Deras öron är placerade på var sin sida av huvudet. Öronen är egentligen bara två hål in i huvudet och varje hål täcks av ett stort fjäll.
Sköldpaddorna har även ögonen på sidan av huvudet. Detta gör att sköldpaddor har ca 300 graders synfält. Nackdelen med att ögonen sitter placerade på sidan av huvudet är att de inte kan se vad som händer precis framför näbben på dem.

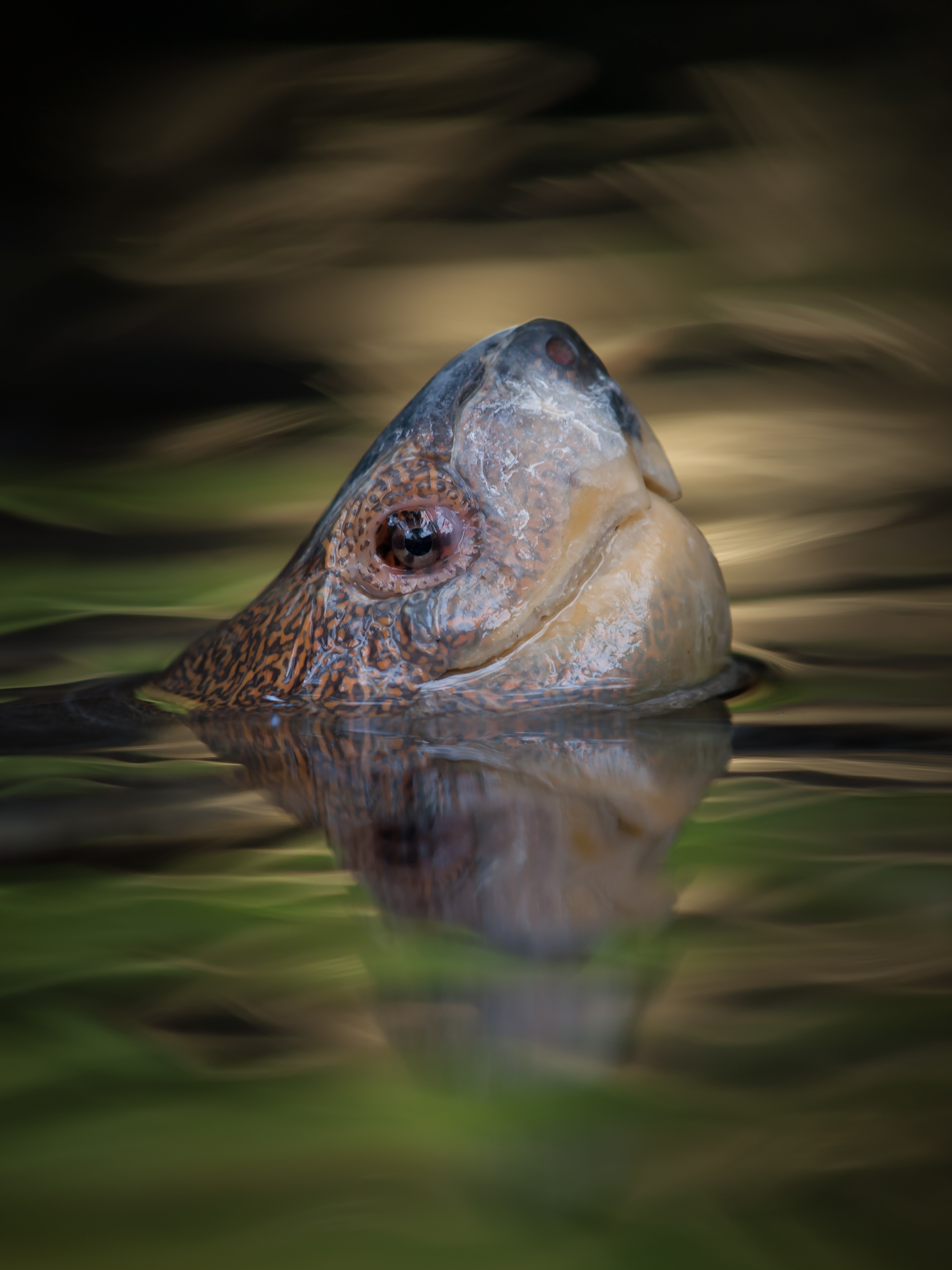

Luktsinnet är väldigt viktigt för sköldpaddan. Sköldpaddan har en extremt känslig näbb och kan orientera sig med hjälp av lukter. Blinda sköldpaddor kan t.ex. hitta mat med hjälp av det. Gravida honor kan även hitta perfekta boplatser med hjälp av luktsinnet.
Sköldpaddor har bra balanssinne. Det är viktigt för dem när de till exempel gräver och inte kan använda de andra sinnena för att veta om de gräver åt rätt håll. Håller man i en sköldpadda framför sig med huvudet mot sig och gungar den sakta fram och tillbaka så kommer man upptäcka att huvudet alltid är horisontellt.

### Nervsystem
Ryggradsdjur och reptilers nervsystem är uppbyggda på samma sätt. Sköldpaddor har precis som alla andra reptiler en hjärna, ryggmärgsnerv, nerver som leder ifrån antingen hjärnan eller ryggmärgen och ett antal känselorgan. Sköldpaddor har i jämförelse med däggdjur en mindre hjärna i förhållande till kroppsvolym. Fåglar och däggdjur är generellt sett intelligentare än reptiler.

## Ekologi

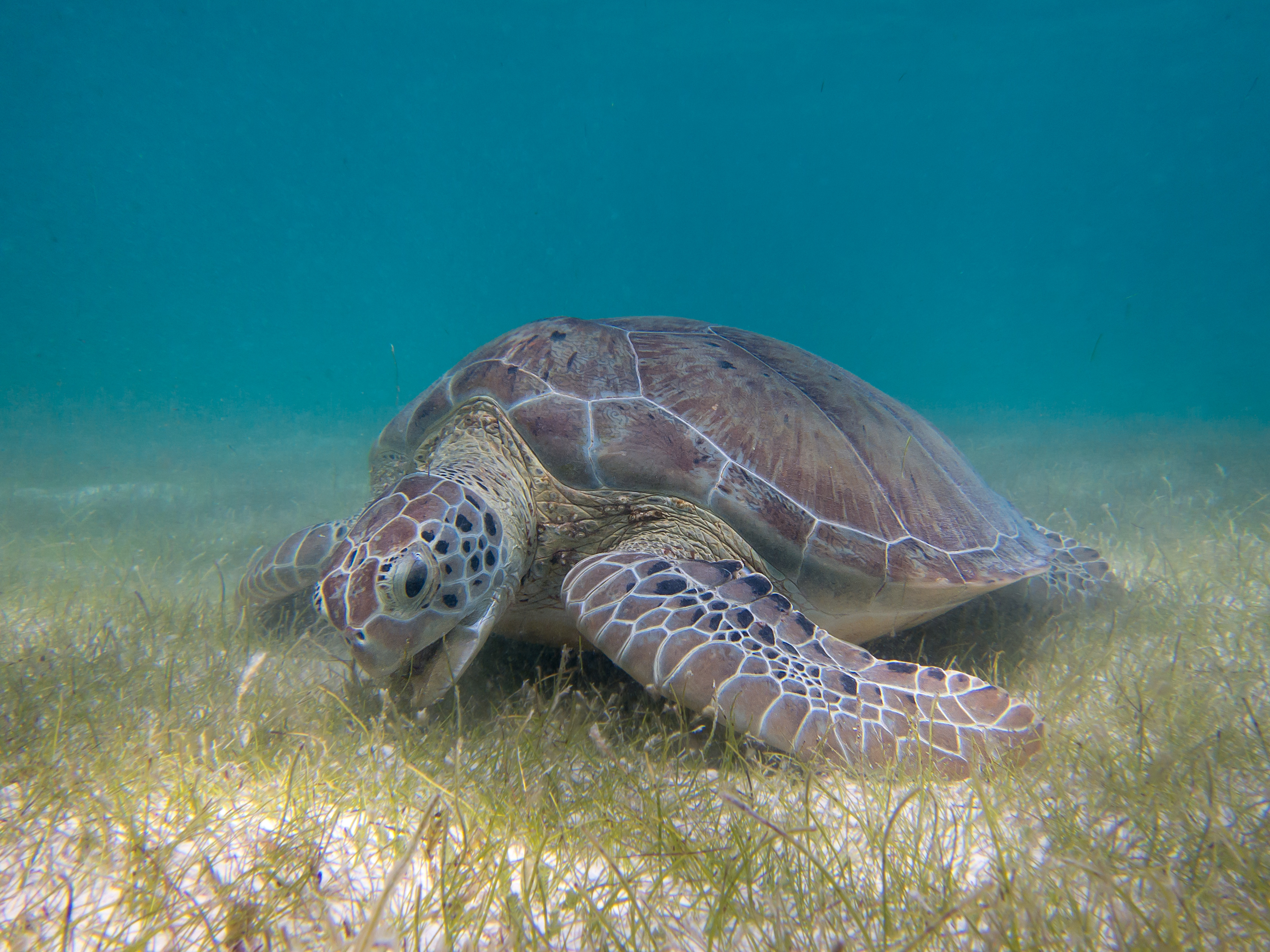
Betande grön havssköldpadda

Även om många sköldpaddor lever en stor del av sitt liv under vatten, så andas alla sköldpaddor luft och därför måste de simma upp till ytan regelbundet för att andas. Men de kan ändå klara sig med den luft de har i ca 3 timmar.
Sköldpaddor gillar att gömma sig under saker.  
Sköldpaddor lägger ägg som vissa andra kräldjur. Men till skillnad från andra så är deras ägg svaga och sega. Deras ägg blir klotlika för det mesta, men en mindre del av dem blir också ovalformade. Deras äggvita är också vit, men proteinet som den innehåller är mycket annorlunda än fåglars och därför kan det inte stelna när man kokar äggen. Hos vissa arter bestämmer omgivningens temperatur om äggen ska bli till en hona eller hane. Hög temperatur leder till hona och låg temperatur leder till hane. Ett stort antal ägg lämnas i sandhål och täcks sedan över med sand, varefter honan väntar på att äggen ska kläckas på egen hand. Det finns ingen skölpaddsart där honan tar hand om ungarna, de får alltid klara sig på egen hand. 
Havssköldpaddor lägger också sina ägg på torra, sandiga stränder. De unga havssköldpaddorna får aldrig hjälp av de vuxna – liksom alla andra arter får de klara av det hårda livet på egen hand. Det tar väldigt lång tid innan de blir gamla nog att föröka sig och de lägger ägg vart femte år. 
Nya undersökningar har visat att en sköldpaddas organ inte blir sämre med tiden som andra djurs. Det är bevisat att lever, lungor och njurar hos en 100-årig sköldpadda är nästan oskiljbara från de ungas. Det har inspirerat genetiska forskare att börja kartlägga sköldpaddans arvsmassa för gener som ger ett långt liv.

### Rörelse
De amfibiska sköldpaddorna har vanligtvis liknande lemmar som de landlevande sköldpaddorna, förutom att fötterna har simhud och oftast långa klor. Dessa sköldpaddor simmar genom att använda alla fyra fötter på ett sätt som liknar hundsim, det vill säga att de växelvis paddlar med fötterna på vänster och höger sida av kroppen. Små sköldpaddor tenderar att simma mer än större sköldpaddor, och de mycket stora arterna, såsom alligatorsnappsköldpadda, simmar knappt alls, utan föredrar att gå längs botten av floden eller sjön. 
Förutom simfötter har sköldpaddor väldigt långa klor, som används för att hjälpa dem att klättra. Hansköldpaddor brukar ofta ha särskilt långa klor, och dessa verkar användas för att stimulera honan under parningen. Havssköldpaddor lever till största delen i vatten och deras ben är omvandlade till simfötter. Havssköldpaddor simmar  med hjälp av upp-och-ner rörelser med de främre simfötterna medan de bakre fötterna används som roder. Jämfört med sötvattenssköldpaddor, så har havssköldpaddor mycket begränsad rörlighet på land, bortsett från de nykläckta ungarnas färd från boet till havet så lämnar normalt havssköldpaddornas hanar aldrig havet. Honorna kommer dock tillbaka upp på land för att lägga ägg, och rör sig då mycket långsamt och med stor möda, då de drar sig framåt med simfötterna. Det finns även en sötvattensköldpadda, Nyaguineasköldpaddan, vars fötter har ombildats till simfötter.

### Fortplantning
Sköldpaddorna fortplantar sig ofta under våren när de kommit fram efter sin övervintring. Sköldpaddors honor är större än hanarna och under parningen sitter hanen på honans rygg och där sitter han i ungefär tre timmar.
Vid äggläggningen gräver honan en grop i marken och täcker sedan över äggen med sand eller multnande växtämnen. Med undantag från havssköldpaddan är sköldpaddans ägg gjort av ett hårt kalkskal med en vit färg utan fläckar. Äggvitan är grönaktig. Kläckningen av ägget sker först efter två till tre månader efter värpning. Ibland händer det att ungarna övervintrar i gropen eller till och med i skalet. Det kan då ligga i gropen eller i skalet i uppemot ett år innan de lämnar gropen. Vid kläckningstiden har ungen en s.k. äggtand som många andra kräldjur och fåglar har. Äggtanden används för att kunna hacka sönder skalet. När de lämnar gropen försöker de så fort som möjligt att ta sig till havet utan att något rovdjur hinner ta dem. Mammorna lämnar ungarna efter ägglossningen och tar inte hand om ungarna.

## Utvecklingshistoria
De äldsta fynden av sköldpaddor är omkring 215 miljoner år gamla. De äldsta fynden har huvudsakligen gjorts i Tyskland, och de flesta tillhör släktet Proganochelys. Även i Thailand har påträffats fossil från sköldpaddor härrörande från trias. I USA har man påträffat flera olika sköldpaddor från äldre jura som visar att sköldpaddor redan då var spridda runt om på jordklotet. De båda underordningarna gömhalssköldpaddor och vändhalssköldpaddor uppkom troligen redan under slutet av trias, även om det är först under yngre jura man hittar arter som med säkerhet kan hänföras till dessa båda underordningar.

### Taxonomi bland moderna sköldpaddor
Ordningen sköldpaddor utgörs av två underordningar, gömhalssköldpaddor och vändhalssköldpaddor (se rubrik Huvud och skal). Familjer enligt ITIS:
- Vändhalssköldpaddor (Pleurodira)
  - Ormhalssköldpaddor (Chelidae)
  - Pelomedusasköldpaddor (Pelomedusidae)
- Gömhalssköldpaddor (Cryptodira)
  - Nyaguineasköldpaddor (Carettochelyidae)
  - Havssköldpaddor (Cheloniidae)
  - Huggsköldpaddor (Chelydridae)
  - Centralamerikanska flodsköldpaddor (Dermatemydidae)
  - Havslädersköldpaddor (Dermochelyidae)
  - Kärrsköldpaddor (Emydidae)
  - Geoemydidae (tidigare Bataguridae)
  - Slamsköldpaddor (Kinosternidae)
  - Storhuvudsköldpaddor (Platysternida)
  - Landsköldpaddor (Testudinidae)
  - Lädersköldpaddor (Trionychidae)

## Sköldpaddor i kulturen
I antikens Grekland förknippades sköldpaddor med herdeguden Pan. Berömda sköldpaddor i senare populärkultur är Skalman i Bamse, Teenage Mutant Ninja Turtles och TV-spelshjälten Marios fiender Koopas.
I vissa länder i Oceanien är det mycket vanligt att man äter grillad sköldpadda. I exempelvis Palau är det en vanlig rätt.